# Hubie Brown
Pour les articles homonymes, voir Brown.
Hubie Brown est un entraîneur de la NBA actif des années 1980 à 2004.
Dans les années 1980, il prit les rênes de l'équipe des New York Knicks afin de remotiver l'équipe de la Big Apple, à l'époque une équipe en perdition, située au fin fond de la NBA. Il réussit à sauver cette franchise, mais ses querelles avec certains joueurs provoquèrent son licenciement de l'équipe. À partir de ce moment, Brown se convertit aux commentaires des matchs, poste qu'il occupera jusqu'à son retour à titre d'entraîneur en 2003, chez les Grizzlies de Memphis. Jerry West, ancienne légende de la NBA avec les Lakers de Los Angeles et vice-président des Grizzlies, recrute Hubie au poste d'entraineur. Il se retrouve alors aux commandes d'une équipe jeune, fraîche, regorgeant de talents tels que Pau Gasol et Jason Williams. Au cours de cette saison 2003/2004, durant laquelle Memphis se taillera une place en séries, Hubie Brown est élu meilleur coach de la saison, ovationné par le public du FedEx Forum de Memphis. Il prit ensuite sa retraite en tant qu'entraîneur pendant l'été 2004.